# Senza paura (album)
| Recensione     | Giudizio |
| -------------- | -------- |
| Velvet Music   |          |
| Melodicamente  |          |
| TheTimeInMusic | Positivo |

Senza paura è il nono album della cantautrice italiana Giorgia, pubblicato il 5 novembre 2013, dall'etichetta discografica Michroponica, e distribuito da Sony Music. L'album è stato anticipato dal singolo Quando una stella muore, pubblicato il 4 ottobre 2013. 
L'album è stato commercializzato nei seguenti formati: cd, download digitale e vinile e dal 12 novembre 2013 l'album è distribuito negli store digitali di tutto il mondo.
L'album ha anche ricevuto la nomination ai World Music Awards nella categoria: Best Album.

## Descrizione
A due anni da Dietro le apparenze (2011), la cantautrice romana Giorgia, esce col nono album d'inediti registrati in studio, e suonato in presa diretta. Come per il precedente lavoro discografico si è affidata alla produzione di Michele Canova Iorfida, con importanti collaborazioni italiane e internazionali.
Dopo la firma di un accordo con Live Nation Italia, per la cura, l'organizzazione e la produzione del Senza Paura Tour dell'artista, previsto per maggio 2014, il 23 settembre 2013, sulle pagine social ufficiali della cantante, viene annunciato il primo singolo estratto dal nono album, intitolato Quando una stella muore, in tutte le radio e gli store digitali dal 4 ottobre 2013, anticipando l'uscita dell'album il 5 novembre 2013. Il 6 ottobre 2013, la cantante ha svelato il titolo del suo nono album d'inediti, Senza paura.
Nel disco la cantante duetta con Alicia Keys nel brano I Will Pray (pregherò) e con Olly Murs in Did I Lose You, scritta da Busbee, (già coautore insieme a Giorgia di È l'amore che conta) ed Alex James (bassista dei Blur). Un altro brano dell'album, Oggi vendo tutto, porta la firma di Ivano Fossati.
Il 29 novembre 2013 viene diffuso in tutte le radio I Will Pray (pregherò), il secondo singolo della cantautrice soul-pop italiana Giorgia, e interpretato in duetto con la nota cantante soul statunitense Alicia Keys.
Il 21 marzo 2014 viene estratto il terzo singolo da tale album, il brano Non mi ami scritto da Giorgia, con musiche di Fraser T. Smith e Natasha Bedingfield.
Il 3 luglio 2014, tramite alcuni indizi fotografici sui social, Giorgia annuncia che il quarto singolo estratto dall'album sarà Io fra tanti, scritto da lei stessa con il compagno Emanuel Lo (il quale cura anche le musiche e la realizzazione del videoclip), in rotazione radiofonica dall'11 luglio 2014.
Il 14 agosto 2014, dopo dieci mesi dalla pubblicazione, l'album Senza paura torna a occupare ancora la 1ª posizione della classifica FIMI degli album più venduti in Italia.
L'album fa ricevere a Giorgia una nuova nomination agli MTV Europe Music Awards nella categoria "Best Italian Act". Il 19 settembre 2014 viene annunciata da Live Nation la terza parte del Senza Paura Tour, con cinque date aggiuntive nel dicembre 2014.

### 2014:Senza paura - Limited Gold Edition
Il 22 settembre la cantautrice romana tramite i social conferma inoltre l'uscita per il 14 ottobre 2014 del Senza paura - Limited Gold Edition, contenente: un doppio CD con l'album in studio e un CD Live 2014, con 11 successi registrati da Giorgia durante le tappe del Senza Paura Tour, e anche il DVD corredato di contenuti extra, tra cui le immagini delle esibizioni live, i videoclip ufficiali (Quando una stella muore, Non mi ami, Io fra tanti) e un backstage inedito.
Il 24 ottobre 2014 entra in rotazione radiofonica il quinto singolo estratto dall'album, La mia stanza.
"Senza paura - Limited Gold Edition" vende circa 10 000 copie.

### La copertina e il titolo
Nella copertina del disco, Giorgia viene ritratta in primo piano mostrando parte della schiena (senza veli, senza trucco e filtri che ne modifichino la naturalezza), e guardando fisso con gli occhi l'obiettivo. Come ha più volte specificato nelle varie interviste, la scelta della cover come quella del titolo dell'album, identifica un nuovo percorso da parte della cantautrice: un mettersi a nudo, senza remore e senza paura, ma con fare molto più diretto e immediato rispetto anche al suo recente passato.

Riguardo alla copertina e al titolo, la cantante ha rilasciato queste dichiarazioni: 
(Giorgia, sulle pagine di Vanity Fair)

## Tracce

### Special Edition
1. Non mi ami – 3:45 (testo: Giorgia – musica: Fraser Lance Thorneycroft-Smith, Natasha Bedingfield)
2. Quando una stella muore – 3:21 (testo: Giorgia – musica: Patrizio Moi, Norma Jean Martine)
3. I Will Pray (pregherò) (feat. Alicia Keys) – 3:37 (testo: Giorgia, Alicia Keys – musica: Viktoria Hansen, Andreas Romdhane, Josef Larossi)
4. Io fra tanti – 3:22 (testo: Giorgia, Emanuel Lo – musica: Emanuel Lo)
5. Riflesso di me – 3:38 (Emanuel Lo, Giorgia)
6. Perfetto – 2:58 (testo: Giorgia – musica: Giorgia, Emanuel Lo)
7. Avrò cura di te – 3:23 (testo: Giorgia – musica: Giorgia, Emanuel Lo)
8. La mia stanza – 3:00 (testo: Giorgia – musica: Michele Canova Iorfida, Giorgia)
9. Oggi vendo tutto – 3:28 (Ivano Fossati)
10. Did I lose you (feat. Olly Murs) – 3:45 (Michael James Ryan Busbee,  Lauren Evans, Alex James)
11. Ogni fiore – 3:04 (Emanuel Lo)
12. L’amore s’impara – 3:07 (Giorgia)
13. Il cielo è sempre il cielo – 3:27 (Emanuel Lo)
14. Vedrai com’è – 3:06 (Emanuel Lo)
15. Pregherò – 3:27 (testo: Giorgia – musica: Viktoria Hansen, Andreas Romdhane, Josef Larossi)
16. Quando una stella muore (reprise) – 3:03 (testo: Giorgia – musica: Patrizio Moi e Norma Jean Martine) – Bonus track iTunes

### Limited Gold Edition
CD1: SENZA PAURA
1. Non mi ami
2. Quando una stella muore
3. I Will Pray (pregherò) feat. Alicia Keys
4. Io fra tanti
5. Riflesso di me
6. Perfetto
7. Avrò cura di te
8. La mia stanza
9. Oggi vendo tutto
10. Did I Lose You (feat. Olly Murs)
11. Ogni fiore
12. L'amore s'impara
13. Il cielo è sempre il cielo
14. Vedrai com'è
15. Pregherò

CD 2: LIVE 2014
1. Quando una stella muore
2. Gocce di memoria
3. Il mio giorno migliore
4. Marzo
5. Medley: Nasceremo, Come Thelma & Louise, Infinite volte, Parlo con te
6. Tu mi porti su
7. Chiaraluce
8. Spirito libero
9. Vedrai com'è
10. Io fra tanti
11. Come saprei

Contenuto del DVD
1. La mia stanza (live)
2. Pregherò (live)
3. Non mi ami (backstage video)
4. Quando una stella muore (official video)
5. Non mi ami (official video)
6. Io fra tanti (official video)

## Formazione
- Giorgia: voce, cori
- Michele Canova Iorfida: sintetizzatore e programmazione
- Gary Novak: batteria
- Reggie Hamilton: basso
- Christian "Noochie" Rigano: sintetizzatore, programmazione, pianoforte e Fender Rhodes
- Jeff Babko: pianoforte e organo Hammond B3, Vintage Vibe piano
- Michael Landau: chitarra acustica ed elettrica
- Sonny T: basso (in Il cielo è sempre il cielo)

## Successo commerciale
Nel corso della prima settimana di rilevamento FIMI, l'album debutta direttamente alla 1ª posizione della Classifica FIMI Album. L'album inoltre debutta, alla sua uscita, nella Top 100 Albums di Schweizer Hitparade, classifica musicale Svizzera, piazzandosi alla 58ª posizione. Il 14 agosto 2014, dopo dieci mesi dalla pubblicazione (durante la 40ª settimana di pubblicazione dell'album), Senza paura torna a occupare la 1ª posizione della classifica FIMI degli album più venduti in italia.
Il 13 dicembre 2013 Senza paura è stato certificato da FIMI disco d'oro per le oltre 30 000 copie vendute. A fine dicembre 2013, nella settimana n. 52, Senza paura viene certificato da FIMI disco di platino per le oltre 60.000 cope vendute. L'album è risultato essere in 22ª posizione nella classifica dei più venduti di fine anno del 2013.
Il successo dell'album è supportato anche dal primo singolo estratto. Il brano Quando una stella muore, entrato durante la terza settimana di rilevamento nella top10, attestandosi alla 10ª posizione. Il singolo ha nuovamente raggiunto la 10ª posizione della top10, durante la sesta settimana di permanenza nella Top Singoli e il 6 dicembre 2013 è stato certificato dalla FIMI disco d'oro per le oltre 15 000 copie vendute in formato digitale. Il 4 aprile 2014 il singolo è stato certificato dalla FIMI disco di platino per le oltre 30 000 copie vendute in formato digitale.
Anche il secondo brano estratto, I Will Pray (pregherò), è rimasto per tre settimane nella Top20 dei brani più venduti in formato digitale FIMI. Scalando rispettivamente le posizioni, 19ª, 18ª e 17ª. Il singolo il 18 aprile 2014 è stato certificato disco d'oro per le vendite in formato digitale, per aver venduto oltre 15 000 copie.
Non mi ami, estratto come terzo singolo dall'album Senza paura, durante l'8ª settimana di permanenza nella classifica FIMI, entra nella Top5 dei brani più venduti attestandosi alla 5ª posizione, e scalandone venti rispetto alla settimana precedente. Il singolo resta per cinque settimane consecutive nella Top 20 dei brani più venduti da FIMI, toccando successivamente le posizioni 12ª, 16ª, 17ª e 18ª. Il 14 luglio 2014 il singolo Non mi ami è stato certificato da FIMI disco d'oro per aver venduto oltre 15 000 copie. Il 9 gennaio 2015 il singolo è stato successivamente certificato da FIMI disco di platino per aver venduto oltre 30 000 copie.
Anche il quarto singolo estratto dall'album, il brano pop Io fra tanti, raggiunge una certificazione FIMI supportando così il successo dell'album, e il 14 novembre 2014 viene certificato disco d'oro per le oltre 15 000 copie vendute.
Il 29 agosto 2014 l'album Senza paura viene certificato da FIMI doppio disco di platino per le oltre 100 000 copie vendute. L'album è risultato infine essere il 15° più venduto del 2014 (e il secondo fra quelli pubblicati da artiste donne) come riporta la classifica di fine anno stilata da FIMI, con circa 130 000 copie vendute.
Fino al Dicembre 2022, i videoclip dei 5 singoli estratti hanno accumulato 52 milioni di visualizzazioni su YouTube.

## Classifica

### Posizioni massime
| Classifica (2013) | Posizione massima |
| ----------------- | ----------------- |
| Italia            | 1                 |
| Svizzera          | 58                |

### Classifiche di fine anno
| Anno | Paese  | Posizione |
| ---- | ------ | --------- |
| 2013 | Italia | 22        |
| Anno | Paese  | Posizione |
| 2014 | Italia | 15        |

## Senza Paura Tour
Dopo aver firmato un accordo per la produzione del prossimo tour, il 3 ottobre 2013 viene confermato da Live Nation l'inizio del nuovo tour di Giorgia a partire dal 3 maggio 2014 nei principali palasport italiani.
Viene annunciato che la cantante ritornerà ad esibirsi all'Arena di Verona il 25 maggio 2014. Il 3 maggio 2014 Live Nation annuncia otto date aggiuntive del Senza Paura Tour. Il 19 settembre 2014 viene annunciata da Live Nation la terza parte del Senza Paura Tour, con cinque date aggiuntive nel dicembre 2014.

### Date
Senza Paura Tour 2014, parte prima
| Data           | Città       | Luogo                | Biglietti disponibili/ Biglietti venduti |
| -------------- | ----------- | -------------------- | ---------------------------------------- |
| 1º maggio 2014 | Livorno     | Modigliani Forum     |                                          |
| 3 maggio 2014  | Padova      | PalaFabris           | 3.850 / 3.850 (100%)                     |
| 4 maggio 2014  | Montichiari | PalaGeorge           | 5.000 / 5.000 (100%)                     |
| 6 maggio 2014  | Rimini      | 105 Stadium          |                                          |
| 7 maggio 2014  | Bologna     | Paladozza            | 5.530 / 5.530 (100%)                     |
| 10 maggio 2014 | Milano      | Mediolanum Forum     | 13.000 / 13.000 (100%)                   |
| 13 maggio 2014 | Torino      | Palaolimpico         |                                          |
| 14 maggio 2014 | Ancona      | Palarossini          |                                          |
| 17 maggio 2014 | Roma        | PalaLottomatica      | 8.000 / 8.000 (100%)                     |
| 20 maggio 2014 | Napoli      | Palapartenope        |                                          |
| 22 maggio 2014 | Firenze     | Nelson Mandela Forum | 6.000 / 6.000 (100%)                     |
| 25 maggio 2014 | Verona      | Arena di Verona      | 10.000 / 10.000 (100%)                   |

Senza Paura Tour 2014, parte seconda
| Data           | Città                         | Luogo                     | Biglietti disponibili / Biglietti venduti |
| -------------- | ----------------------------- | ------------------------- | ----------------------------------------- |
| 16 luglio 2014 | Piazzola sul Brenta (Padova)  | Anfiteatro Camerini       | 8.000 / 8.000 (100%)                      |
| 17 luglio 2014 | Cernobbio (Como)              | Villa Erba                |                                           |
| 19 luglio 2014 | Roma                          | Cavea Auditorium          | 3.000 / 3.000 (100%)                      |
| 22 luglio 2014 | Giffoni Valle Piana (Salerno) | Stadio comunale G. Troisi |                                           |
| 24 luglio 2014 | Palermo                       | Teatro di Verdura         |                                           |
| 25 luglio 2014 | Taormina (Messina)            | Teatro Greco              | 5.000 / 5.000 (100%)                      |
| 27 luglio 2014 | Molfetta (Bari)               | Banchina San Domenico     |                                           |
| 30 luglio 2014 | Govone (Cuneo)                | La Collina degli Elfi     |                                           |

Senza Paura Tour 2014, parte terza
| Data             | Città  | Luogo                          | Biglietti disponibili/ Biglietti venduti |
| ---------------- | ------ | ------------------------------ | ---------------------------------------- |
| 14 dicembre 2014 | Napoli | Palapartenope                  | 3.000 / 3.000 (100%)                     |
| 15 dicembre 2014 | Roma   | PalaLottomatica                | 8.000 / 8.000 (100%)                     |
| 18 dicembre 2014 | Padova | Gran Teatro Geox               | 4.000 / 4.000 (100%)                     |
| 20 dicembre 2014 | Torino | Pala Alpitur (ex Palaolimpico) | 17.000 / 17.000 (100%)                   |
| 21 dicembre 2014 | Milano | Mediolanum Forum               | 13.000 / 13.000 (100%)                   |